# Hermann II. (Schwaben)
Hermann II. († 4. Mai 1003) aus der Familie der Konradiner war seit 997 Herzog von Schwaben als Sohn und Nachfolger Konrads I.

## Leben
Hermann führte wie schon sein Vater den Titel eines Herzogs im Elsass. Er zählte nicht zum engeren Umfeld des Kaisers Otto III., doch begleitete er Otto auf dessen zweitem Italienzug 997. Nach dem Tod Ottos III. im Jahre 1002 war Hermann – neben dem Bayernherzog Heinrich, dem Sohn Heinrich des Zänkers, und Ekkehard von Meißen – einer der Bewerber um die Königsnachfolge. Die Mehrzahl der Großen, darunter auch der einflussreiche Erzbischof Heribert von Köln, hatte beim Begräbnis Ottos III. in Aachen Hermann II. von Schwaben bevorzugt. Ihn, so erzählt Thietmar von Merseburg, hätten sie geschätzt, da er die Eigenschaften der Milde besessen habe.  Als weitere lobenswerte Eigenschaften des Thronkandidaten Hermann nennt Thietmar von Merseburg seine Demut und seine Gottesfurcht. Bei seinem Streben nach der Königswürde versuchte Hermann dem Mitbewerber Heinrich den Rheinübergang nach Mainz zu versperren, was jedoch misslang. Heinrich konnte sich letztlich als Nachfolger Ottos III. durchsetzen. 
Den Erfolg seines Konkurrenten akzeptierte Hermann zunächst nicht, so dass es zu kriegerischen Auseinandersetzungen kam, unter anderem auch in Straßburg, wo die Bischofskirche von Hermanns Leuten geplündert wurde. Am 1. Oktober 1002 unterwarf er sich jedoch. Nach Thietmar von Merseburg musste Hermann bei der in Bruchsal vollzogenen deditio (Unterwerfung) gegenüber dem neuen König Heinrich II. Verzicht auf das Straßburger Kloster leisten und Wiedergutmachung des der Bischofskirche zugefügten Schadens versprechen. Die deditio war häufig mit der Einbuße von Gütern und Herrschaftspositionen verbunden, stellte aber trotzdem die schonendste Form der Sanktion für den Unterlegenen dar. Schon am Weihnachtsfest 1002 suchte Hermann den Hof des Königs in Frankfurt auf und wurde von diesem huldvoll aufgenommen.
Den Schlusspunkt des Konflikts um die Herrschaftsnachfolge bildete die Diedenhofener Urkunde. Nach ihr musste das bislang dem Schwabenherzog Hermann II. gehörende Nonnenkloster in Straßburg an Bischof Werner übertragen werden, dem damit der Schaden vergolten werden sollte, den Hermanns Leute seiner Straßburger Bischofskirche zugefügt hatten. Die Plünderung der Bischofskirche war ein Sakrileg und hatte im Reich für große Empörung gesorgt. Mit der Abtretung des Klosters verlor Hermann den wichtigsten Stützpunkt in seinem Vorort Straßburg.
Hermann starb bald darauf, und die Vorgänge wurden weithin als Gottesgericht betrachtet. Die Annales Sangallenses maiores suggerieren einen direkten Zusammenhang zwischen dem Sakrileg der Kirchenschändung und dem baldigen Tod des Herzogs. Die Quedlinburger Annalen, die ebenfalls Brandschatzung und Verwüstung von Kirchen als Hermanns wesentliche Aktionen nennen, konstatieren, dass Gott selbst die Rebellen schnellstmöglich gedemütigt habe.
Nach Hermanns Tod übernahm Heinrich II. die Vormundschaft für seinen Sohn und Nachfolger Hermann III.

## Ehe und Nachkommen
→ Für weitere genealogische Details siehe den Hauptartikel Konradiner
Hermann II. war seit etwa 986 mit Gerberga von Burgund († 7. Juli 1019), der Tochter Konrads III. des Friedfertigen (Pacificus), König von Burgund (Welfen), und Witwe von Graf Hermann I. von Werl, verheiratet, mit der er fünf Kinder hatte:
- Mathilde von Schwaben (* wohl 988; † 29. Juli 1031/1032), begraben im Dom zu Worms
- Gisela von Schwaben († 15. Februar 1043)
- Berchtold (* Anfang 992; † Anfang 993), getauft in Einsiedeln 992, begraben in Marchtal
- (umstritten) Beatrix († 23. Februar nach 1025)
- Hermann III. († 1012) 1003, Herzog von Schwaben